# Patria Oyj
Patria Oyj (em finlândês: Patria Oyj; em sueco: Patria Abp) é uma sociedade empresária pública finlandesa de defesa, segurança, aviação, serviços de suporte e tecnologia. O governo finlandês detém 50,1% da empresa enquanto a Kongsberg Defense & Aerospace detém os restantes 49,9%, depois de um negócio ser acordado em 2016. O valor total da empresa, no segundo trimestre de 2016, atingia os 283.5 milhões de euros.

## Aviação
O braço aeronáutico da Patria Oyj, a Patria Finavitec Oy, originou-se em 5 de Setembro de 1996 a partir da antiga empresa aeronáutica estatal Valmet Lentokoneteollisuus.